# Mirko Petrović-Njegoš
Mirko Petrović-Njegoš (cyrilicí Мирко Петровић-Његош; 29. srpna 1820 – 20. července 1867) byl černohorský válečník, diplomat a básník. Náležel k dynastii Petrovićů-Njegošů. Byl to starší bratr vladyky Danila II., syn Stiepa Stiepa/Savy Petroviće-Njegoše a Angeliky Radamovićové. Stal se slavným především díky bitvě u Grahava 1. května 1858, kde jako velitel černohorské armády porazil turecká vojska. Tím si také vysloužil titul Velkovévoda Grahavský.
Jeho epická skladba Junački spomenik byla poprvé zveřejněna v roce 1864 v Cetinje, historickém hlavním městě a sídle černohorských vládců. Toto dílo oslavuje Černou Horu a Černohorce a vypráví o velkém vítězství černohorského národa za Osmanské řiše.
26. října 1840 se v Njeguši oženil s Anastasií Martinovićovou a měli spolu syna, prince a později slavného černohorského krále Nikolu I. Dále měli dvě dcery – Anastasii a Marii.